# 發展事務國務大臣
發展事務國務大臣（英語：Minister of State for Development），前身為已被裁撤的國際發展大臣，列席英国内阁、隸屬外交、聯邦及發展事務部。
現任發展事務國務大臣為達靈頓的查普曼女男爵，自2025年2月28日就任至今。

## 職責
發展事務國務大臣負責的範疇包括：
- 教育、性別及平等
- 發展及開放社會
- 人道主義及移民
- 國際金融
- 英國投資夥伴關係
- 全球衛生
- 衝突、穩定及調解
- 能源、氣候及環境
- 研究及證據

以往的國際發展大臣負責以下事務：
- 发展援助，
- 國際發展，
- 《國際發展法令》列明用作國際發展的百分之0.7國民收入，以及
- 有關國際發展事宜的溝通。[2]

## 沿革
1964年，哈羅德·威爾遜開設了「海外發展部」（Ministry of Overseas Development），結合了「技術合作部」（Department of Technical Cooperation）以及外交及聯邦事務部、殖民地部等部門的发展援助功能。1970年大選保守黨上台，海外發展部被併入外交及聯邦事務部。保守黨於大選下野後，哈羅德·威爾遜重新將部門從外交部分開，但又將部門職務轉讓給予外交及聯邦事務大臣。
1997年托尼·布莱尔上任首相，再次將部門獨立運作，是為「國際發展部」，由國際發展大臣帶領。直至2020年6月，首相鲍里斯·约翰逊宣布外交、聯邦及發展事務部會兼併國際發展部，以配合其「全球化英國」（Global Britain）藍圖，同年9月完成合併。
末任國際發展大臣是國會議員卓雅敏。她是自第二任約翰遜政府的首次內閣改組起上任，同年9月卸任。
2022年9月6日，時任首相卓慧思增設列席內閣會議的發展國務大臣，由维琪·福特擔任該職。
2022年10月25日，時任首相辛偉誠將發展國務大臣改名為發展及非洲事務國務大臣（Minister of State for Development and Africa），增撥非洲事務的職務。
2023年，由於時任外相卡梅倫男爵並非國會議員，當時的發展及非洲事務國務大臣麥俊高被賦予副外交聯邦及發展事務大臣的職銜，在下議院會議中代卡梅倫及外交聯邦及發展事務部發言及接受議員質詢。
2024年7月6日，首相施紀賢設置國際發展國務大臣一職。
|                                                | 部門首長為內閣閣員            | 部門首長非內閣閣員                        |
| ---------------------------------------------- | ----------------------------- | ----------------------------------------- |
| 獨立部門                                       | 1964年 – 67年 1997年 – 2020年 | 1961年 – 64年 1967年 – 70年 1974年 – 75年 |
| 受外交及聯邦事務部／外交、聯邦及發展事務部管轄 | 1975年 – 76年 2020年 – 至今   | 1970年 – 74年 1977年 – 79年 1979年 – 97年 |